# Гельфрейх, Александр Богданович
Александр Богданович Гельфре́йх (нем. Alexander Georg von Helffreich; 1826—1908) — российский военачальник, генерал от инфантерии в отставке.

## Биография
Родился 16 (28) мая 1826 года на мызе Лоху (Loal) в Эстляндской губернии. Происходил из старинного эстляндского дворянского рода. Отец — Богдан Борисович фон Гельфрейх.
В службе — с 10 августа 1845 года. Служил в лейб-гвардии Преображенском полку. Капитан с 1856 года, полковник с 1864 года. Был командиром лейб-гвардии Стрелкового Его Величества батальона (17.11.1864 — 14.12.1868); 30 августа 1867 года был произведён в генерал-майоры. Затем был командиром лейб-гвардии Измайловского полка (14.12.1868 – 21.04.1876); с 16 мая 1871 года — генерал-майор Свиты Его Императорского Величества. С 1873 по 1876 годы был командиром 2-й бригады 1-й гвардейской пехотной дивизии, после чего — начальник гвардейских запасных батальонов.
Генерал-лейтенант с 1 января 1878 года. С 1879 по 1888 годы — начальник 37-й пехотной дивизии. Вышел в отставку с производством в генералы от инфантерии. 
Умер в Ревеле 26 февраля (10 марта) 1908 года. Похоронен на семейном участке кладбища Хагери.

## Награды
Российские
- орден Святого Станислава 2-й степени (1859),
- императорская корона к ордену Святого Станислава 2-й степени (1861),
- орден Святой Анны 2-й степени (1863),
- орден Святого Владимира 4-й степени (1864),
- орден Святого Владимира 3-й степени (1866),
- орден Святого Станислава 1-й степени (1869),
- орден Святой Анны 1-й степени (1873),
- орден Святого Владимира 2-й степени (1876),
- орден Белого орла (1878).

Иностранные
- орден Красного орла 2-й ст. со звездой (1873),
- орден Франца Иосифа, большой крест (1874),
- орден Святого Олафа, командорский крест 1-й ст. (1875).

## Семья
Был женат (с 10.02.1854 в Санкт-Петербурге) на Елене Яковлевне Виллие (13(25).11.1833 — 27.07.1921), сестре художника М. Я. Виллие. Сведений о потомстве нет.